# Massy (Saône-et-Loire)
Pour les articles homonymes, voir Massy.
Massy est une ancienne commune française située dans le département de Saône-et-Loire, en région Bourgogne-Franche-Comté.
Le 1er janvier 2017, elle fusionne avec Donzy-le-National, La Vineuse et Vitry-lès-Cluny pour former la commune nouvelle de La Vineuse sur Fregande.

## Toponymie
Le nom de Massy est cité en l'an 904 dans une charte de l'abbaye de Cluny : « villa Maciacus », autrement dit le domaine de Maciacus, mot formé du nom de famille romain Macius suivi du suffixe d’origine gauloise « acus ».[réf. nécessaire]

## Histoire
Le nom du bourg, anciennement en latin Matiacus, est basé sur le gaulois matu- « bon, favorable ».

## Politique et administration

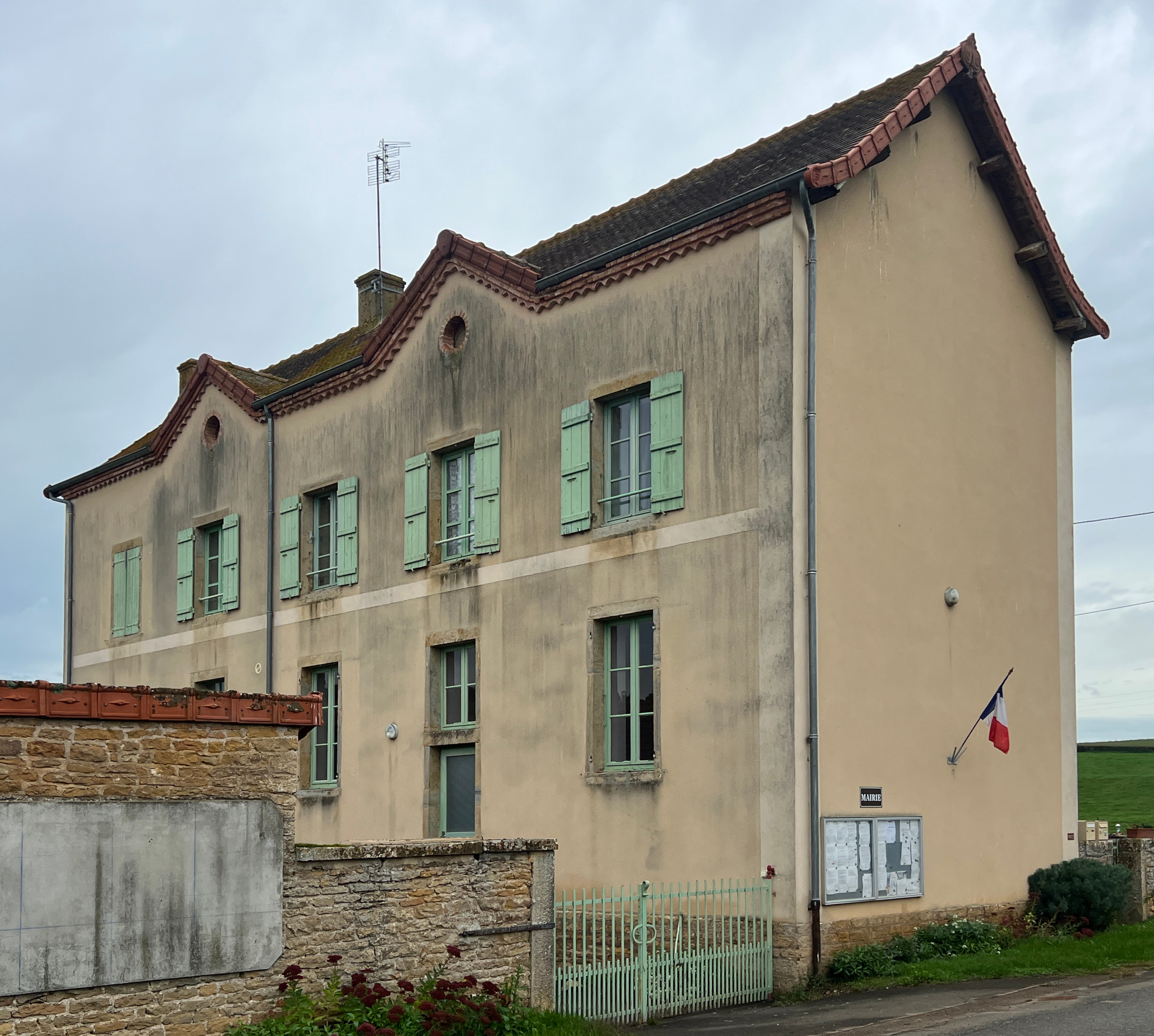
Mairie.

### Liste des maires
| Période                                  | Période          | Identité               | Étiquette | Qualité |
| ---------------------------------------- | ---------------- | ---------------------- | --------- | ------- |
| mars 2008                                | mars 2014        | Jean-François Bart     |           |         |
| mars 2014                                | 31 décembre 2016 | Jean-Pierre Desgeorges |           |         |
| Les données manquantes sont à compléter. |                  |                        |           |         |

### Politique de développement durable
La commune s’est engagée dans une politique de développement durable en lançant une démarche d'Agenda 21.

## Démographie

Les vignobles du Mâconnais.

L'évolution du nombre d'habitants est connue à travers les recensements de la population effectués dans la commune depuis 1793. À partir du 1er janvier 2009, les populations légales des communes sont publiées annuellement dans le cadre d'un recensement qui repose désormais sur une collecte d'information annuelle, concernant successivement tous les territoires communaux au cours d'une période de cinq ans. 
Pour les communes de moins de 10 000 habitants, une enquête de recensement portant sur toute la population est réalisée tous les cinq ans, les populations légales des années intermédiaires étant quant à elles estimées par interpolation ou extrapolation. Pour la commune, le premier recensement exhaustif entrant dans le cadre du nouveau dispositif a été réalisé en 2008,.
En 2014, la commune comptait 62 habitants, en évolution de +5,08 % par rapport à 2009 (Saône-et-Loire : +0,19 %, France hors Mayotte : +2,49 %).
| 1793 | 1800 | 1806 | 1821 | 1831 | 1836 | 1841 | 1846 | 1851 |
| ---- | ---- | ---- | ---- | ---- | ---- | ---- | ---- | ---- |
| 125  | 210  | 178  | 191  | 201  | 161  | 166  | 167  | 153  |

| 1856 | 1861 | 1866 | 1872 | 1876 | 1881 | 1886 | 1891 | 1896 |
| ---- | ---- | ---- | ---- | ---- | ---- | ---- | ---- | ---- |
| 180  | 172  | 181  | 170  | 162  | 172  | 176  | 181  | 169  |

| 1901 | 1906 | 1911 | 1921 | 1926 | 1931 | 1936 | 1946 | 1954 |
| ---- | ---- | ---- | ---- | ---- | ---- | ---- | ---- | ---- |
| 152  | 128  | 123  | 108  | 84   | 79   | 66   | 72   | 74   |

| 1962 | 1968 | 1975 | 1982 | 1990 | 1999 | 2008 | 2013 | 2014 |
| ---- | ---- | ---- | ---- | ---- | ---- | ---- | ---- | ---- |
| 64   | 74   | 61   | 60   | 60   | 50   | 56   | 65   | 62   |

## Vie locale

### Culte
Massy relève de la paroisse de Cluny-Saint-Benoît, qui a son siège à Cluny et qui regroupe bon nombre de villages du Clunisois.

## Lieux et monuments
Sont à voir à Massy :
- l'église romane Saint-Denis, du XIe siècle, construite sur l'emplacement d'une église encore plus ancienne dédiée à saint Martin ;
- le lavoir du hameau de Zublé (Les Ublaies), construit en 1865[7] ;
- le Menhir des Ublaies, gros bloc de grès de 2,45 mètres de haut autrefois au carrefour des voies antiques, gravé d'inscriptions de la période postmagdalénienne[8] ;
- l'ancien prieuré (demeure privée), abrité par une enceinte à tour d’angle ronde.

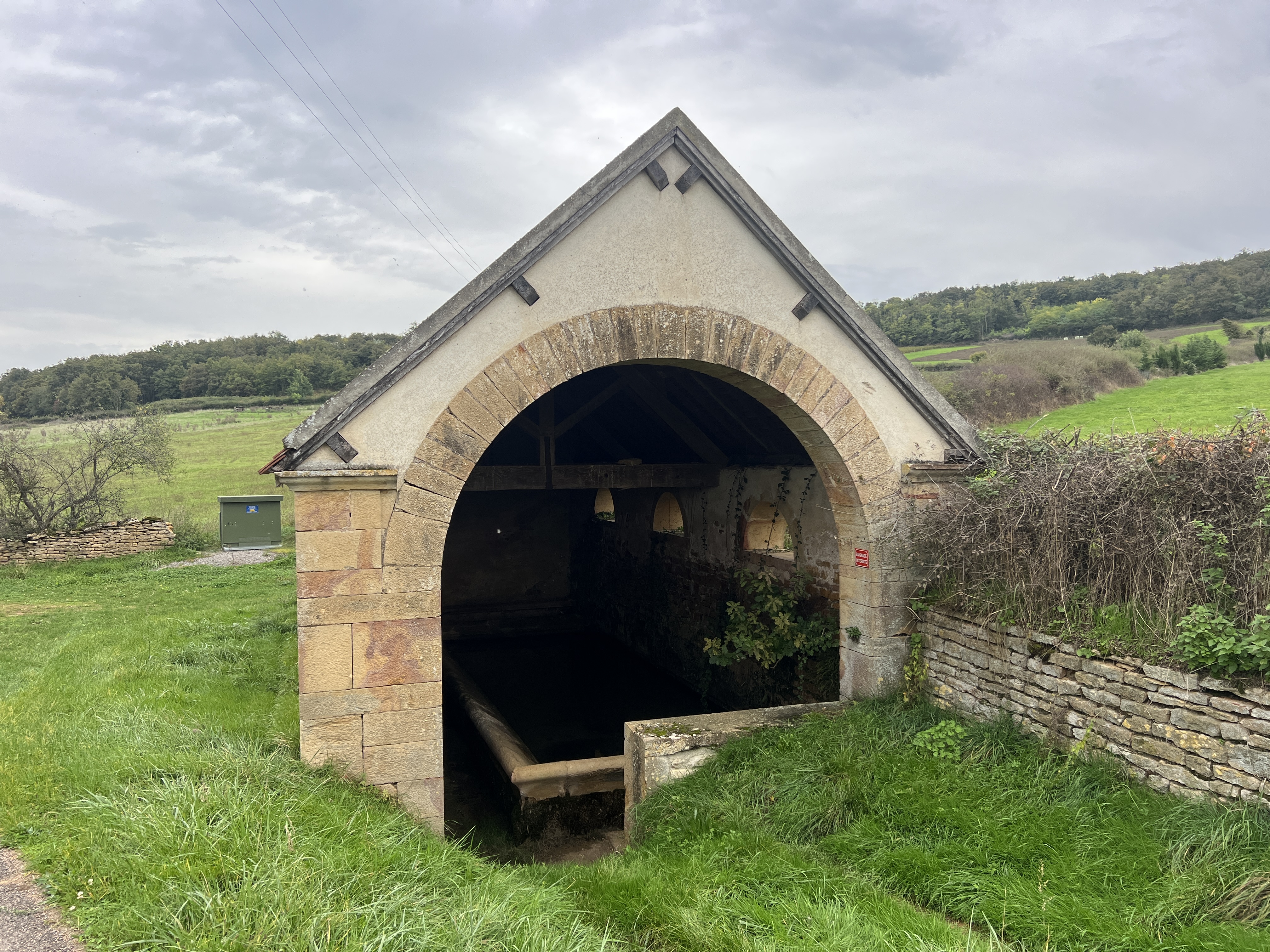
Le lavoir de Zublé.
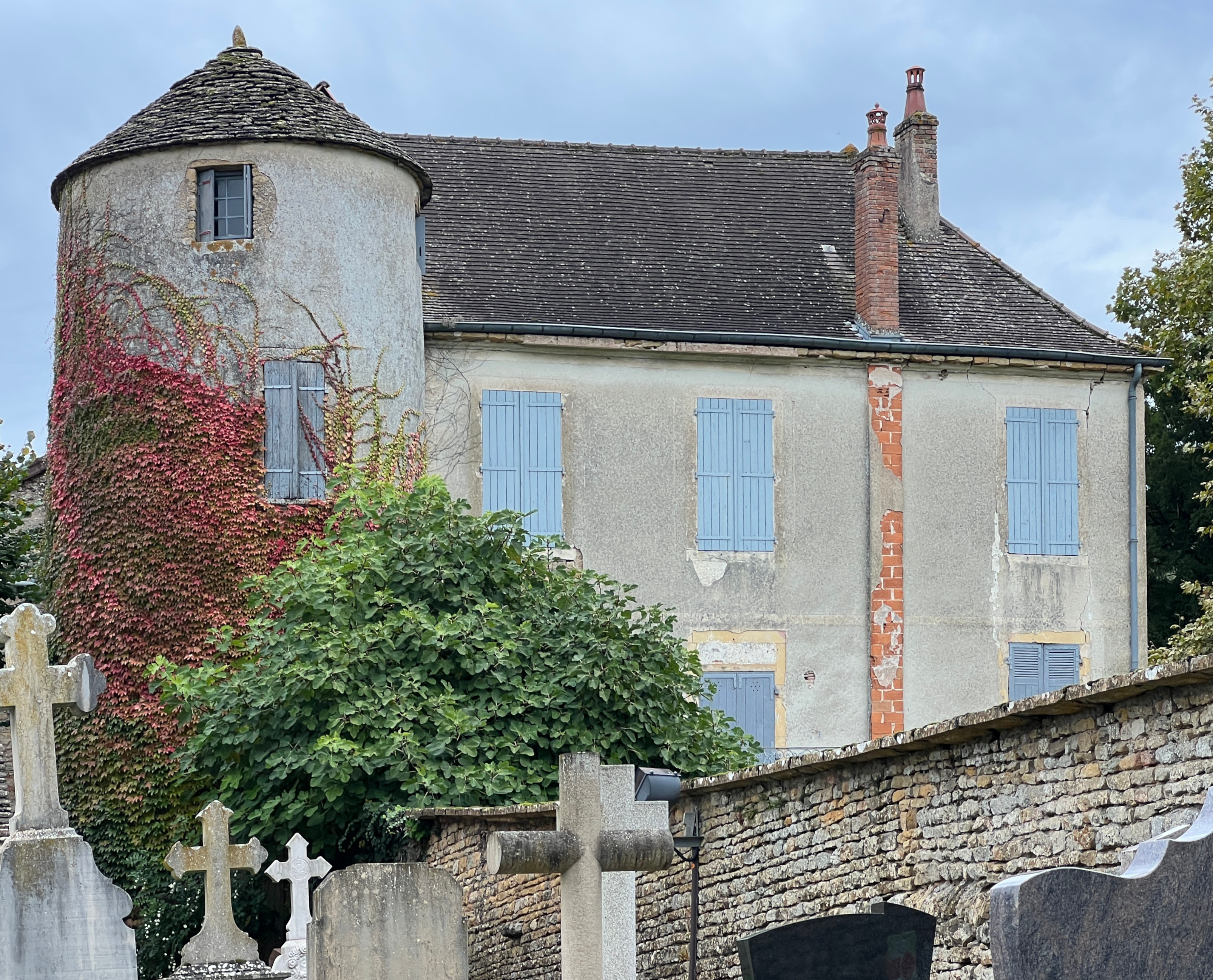
Le château, près de l'église.

## Personnalités liées à la commune
Parmi les personnalités attachées à l'histoire de Massy figure notamment :
- le colonel Serge Libersart, officier du 9e régiment de spahis pendant la guerre d'Algérie.